# لا وال
لا وال (به ایتالیایی: La Valle) یک کومونه در ایتالیا است که در تیرول جنوبی واقع شده‌است. لا وال ۳۹٫۰ کیلومتر مربع مساحت و ۱٬۳۰۷ نفر جمعیت دارد.